# Indijski trpotec
Indijski trpotec ali bolhačica (znanstveno ime Plantago psyllium) je enoletnica iz rodu trpotec. Izvira iz Indije, obrodi pa drobna semena, ki se zaradi sluzi in zmožnosti nabrekanja uporabljajo kot naravno mehansko sredstvo za spodbujanje prebave.
Bolhačica skupaj z jajčasto bolhačico (P. ovata), črno bolhačico (P. indica) in peščeno bolhačico (P. arenaria) tvori posebno skupino trpotcev (latinsko Psyllium).